# 易白荻
易白荻（1993年10月10日—），是一名中国足球运动员，现效力中国足球超级联赛球队杭州绿城。

## 俱乐部生涯
易白荻在深圳盐田体校开始接受足球训练，之后加入杭州绿城青训体系。2011年，他随杭州绿城梯队组建浙江全运队以温州葆隆的名义参加2011年中国足球乙级联赛，并在2011赛季获得18次出场。2013年，他被提升进入杭州绿城一线队。 2013年5月22日，易白荻在2013年中国足协杯第3轮杭州绿城1比0击败业余球队武汉宏兴的比赛第67分钟替补出场，首次代表球队在正式比赛出场。 2014年7月15日，他在2014年中国足协杯第3轮的比赛射进职业生涯首球，帮助球队在常规时间2比2战平北京理工，并在最终通过点球击败对手晋级。 2014年10月5日，他在杭州绿城客场0比4不敌广州恒大的比赛第75分钟替补臧一锋出场，上演中超联赛首秀。